# Блюмкин, Яков Григорьевич
Я́ков Григо́рьевич Блю́мкин (при рождении Яков Гиршович Блюмкин, кодовые имена: Исаев, Макс Астафуров, Сынок; 27 февраля (11 марта) 1900 года — 3 ноября 1929) — российский революционер и террорист, член партии эсеров, советский разведчик и государственный деятель, авантюрист. Один из создателей советских разведывательных служб.

## Биография

### В Одессе
Яков Блюмкин родился 27 февраля (по старому стилю) 1900 года в Одессе. Отец, Гирш Самойлович Блюмкин (1865, Сосница — 1906, Одесса), работал в лесничьем хозяйстве в Сосницком уезде, в Одессе служил приказчиком в бакалейной лавке; мать, Хая-Ливша Лейбовна Блюмкина (1867, Овруч — 1919, Одесса), была домохозяйкой. До переезда в Одессу (1890) родители жили в Киеве, где родились их старшие дети — близнецы Моисей-Лейб и Рейзл (1889). В Одессе семья жила на Старо-Сенной площади, дом № 34, кв. 2. Отец умер от туберкулёза в 1906 году и семья осталась в бедственном положении. 
В 1908—1913 годах Яков Блюмкин учился в 1-й Одесской талмудторе (бесплатная начальная еврейская школа для детей из неимущих семей), одновременно подрабатывал в доме книжной торговли «Культура» на Преображенской улице, № 14; окончил школьное обучение в 1913 году и поступил на обучение в электротехническую мастерскую Карла Франка, затем инженера Ингера. С 1914 года работал электромонтёром в Ришельевском трамвайном парке Бельгийского общества, помощником электротехника в Одесском русском театре, на консервной фабрике «Братья Аврич и Израильсон», одновременно выдержал экзамен в техническое училище инженера Линденера (1915), но средств на обучение собрать не смог и вскоре бросил учёбу. Брат Лев (Моисей-Лейб) был анархистом, а сестра Роза (Рейзл) социал-демократкой. Старшие братья Якова — Исай (1890) и Лев были журналистами одесских газет (первый работал в «Южной мысли», второй — постоянным сотрудником «Одесского обозрения»). У него были также сестра Миня (1894—1901) и брат Арон (1896). Участвовал в отрядах еврейской самообороны против погромов в Одессе. Вступил в партию социалистов-революционеров. Как агитатор «по выборам в Учредительное собрание» он в августе-октябре 1917 года побывал в Поволжье.
В ноябре 1917 года Блюмкин примкнул к отряду матросов, участвовал в боях с частями украинской Центральной Рады. Во время революционных событий в Одессе в 1918 году участвовал в экспроприации ценностей Государственного банка. В январе 1918 года, Блюмкин, совместно с Моисеем Винницким (Мишкой «Япончиком») принимает активное участие в формировании в Одессе 1-го Добровольческого железного отряда. Входит в доверие к диктатору революционной Одессы Михаилу Муравьёву. В те же годы в Одессе Блюмкин знакомится с поэтом Адамом Эрдманом (Бирзе).
Уже в апреле 1918 года Эрдман под видом лидера литовских анархистов Бирзе ставит под свой контроль часть вооружённых анархистских отрядов Москвы и одновременно работает для ЧК, собирая информацию о немецком влиянии в России для стран Антанты. Вероятно, Эрдман помог Блюмкину устроить свою дальнейшую карьеру в ЧК.

### Убийство Мирбаха
В мае 1918 года Блюмкин приезжает в Москву. Руководство Партии левых эсеров направило Блюмкина в ВЧК заведующим отдела по борьбе с международным шпионажем. С июня 1918 года он заведующий отделением контрразведывательного отдела по наблюдению за охраной посольств и их возможной преступной деятельностью.
Находясь в должности начальника «германского» отдела ВЧК, Блюмкин 6 июля 1918 года явился в посольство Германии в Денежном переулке, якобы для обсуждения судьбы дальнего родственника посла графа фон Мирбаха, австрийского офицера Роберта Мирбаха, которого арестовала ЧК. Его сопровождал сотрудник того же отдела ЧК, эсер Николай Андреев.
Около 14:40, после двадцатиминутного бессодержательного разговора, когда посол встал и собрался откланяться, Блюмкин несколько раз выстрелил в посла, а Андреев, убегая, кинул в гостиную две бомбы. Посол погиб на месте, преступники скрылись.
Борис Бажанов в своих воспоминаниях описывает эти события следующим образом:
Об убийстве Мирбаха двоюродный брат Блюмкина рассказывал мне, что дело было не совсем так, как описывает Блюмкин: когда Блюмкин и сопровождавшие его были в кабинете Мирбаха, Блюмкин бросил бомбу и с чрезвычайной поспешностью выбросился в окно, причём повис штанами на железной ограде в очень некомфортабельной позиции. Сопровождавший его матросик не спеша ухлопал Мирбаха, снял Блюмкина с решётки, погрузил его в грузовик и увёз. Матросик очень скоро погиб где-то на фронтах гражданской войны, а Блюмкин был объявлен большевиками вне закона. Но очень скоро он перешёл на сторону большевиков, предав организацию левых эсеров, был принят в партию и в чека, и прославился участием в жестоком подавлении грузинского восстания.
Убийство Мирбаха послужило сигналом для вооружённого выступления левых эсеров против Советского правительства во главе с большевиками. В советской историографии эти события было принято называть мятежом.
После провала мятежа Блюмкин под фамилией Белов скрывался в больницах Москвы, Рыбинска и Кимр, затем под именем Григория Вишневского работал в Кимринском комиссариате земледелия.

### На фронтах Гражданской войны
С сентября 1918 года Блюмкин на Украине. Без ведома руководства левых эсеров он пробирается в Москву, а оттуда в Белгород — на границу с Украиной. В ноябре того же года, в момент всеобщего восстания против украинского гетмана Павла Скоропадского и австро-немецких оккупантов, Блюмкин находит своих партийных товарищей в Киеве и включается в эсеровскую подпольную работу. Он участвует в подготовке террористического акта против гетмана Скоропадского и покушении на фельдмаршала немецких оккупационных войск на Украине Эйхгорна.
По некоторым данным, в декабре 1918 — марте 1919 годов Блюмкин был секретарём Киевского подпольного горкома ПЛСР.
По заданию ВЦИК (вместе с украинскими анархистами-махновцами) был задействован в подготовке покушения на Верховного правителя России, лидера белогвардейского движения адмирала Колчака. Необходимость в этом отпала из-за ареста Колчака левыми эсерами в Иркутске.
В марте 1919 года близ Кременчуга попал в плен к петлюровцам, которые жестоко избили Блюмкина, в частности, выбили ему передние зубы. После месячного лечения в апреле 1919 года Блюмкин явился с повинной в ВЧК в Киеве. За убийство Мирбаха Блюмкин был приговорён военным трибуналом к расстрелу. Но, во многом благодаря наркомвоенмору Льву Троцкому Особая следственная комиссия, по согласованию с Президиумом ВЦИК и с одобрения председателя ВЧК Феликса Дзержинского, приняла решение об амнистии Блюмкина, заменив смертную казнь на «искупление вины в боях по защите революции». Способствовало принятию этого решения и то, что он выдал многих своих прежних товарищей, за что был приговорён левыми эсерами к смерти. На Блюмкина совершили 3 покушения, он был тяжело ранен, но сумел скрыться из Киева.
С 1919 воевал на Южном фронте: начальник штаба, и. о. командира 79 бригады, сотрудник Особого отдела 13-й армии, затем в составе Каспийской флотилии.
В 1920 году Блюмкин предстал перед межпартийным судом по делам, связанным с левоэсеровским восстанием, куда входили анархисты, левые эсеры, максималисты, боротьбисты. Товарищеский суд возглавил Карелин — бывший член ВЦИКа РСФСР, лидер российских анархистов-коммунистов. Суд над Блюмкиным затянулся на две недели, но так и не вынес окончательного решения.
В. Серж упоминал в мемуарах, что когда был организован Конгресс угнетенных народов Востока, "Зиновьев, Карл Радек, Росмер, Джон Рид, Бела Кун отправились в Баку на специальном поезде, охрана которого была доверена их другу Якову Блюмкину". 
В секретариате Л. Троцкого занимал должность начальника личной охраны одного из организаторов Красной армии.

### Миссия вПерсии
В мае 1920 года Волжско-Каспийская военная флотилия под командованием Фёдора Раскольникова и Серго Орджоникидзе направляется в Энзели (Персия), с целью возвращения российских кораблей, которые увели туда эвакуировавшиеся из российских портов белогвардейцы. В результате последовавших боевых действий белогвардейцы и занимавшие Энзели английские войска отступили. Воспользовавшись этой ситуацией, в начале июня вооружённые отряды революционного движения дженгалийцев под командованием Мирзы Кучек-хана захватывают город Решт — центр остана Гилян, после чего здесь провозглашается Гилянская Советская Республика.
В июне 1920 года Блюмкина под псевдонимом «Якуб-заде Султанов» направляют в Персию, где он 30 июля активно участвует в перевороте в Реште, свержении Кучек-хана (обвинив того в таких грехах, как «губит дело революции и не даёт ход фронту путём снабжения его вооружением, снаряжением и финансами», проявляет «преступное отношение к борцам за свободу Ирана», поддерживает тайные связи с шахским правительством и англичанами) и способствует приходу к власти хана Эхсануллы, которого поддержали местные «левые» и коммунисты. После переворота Блюмкин стал военным комиссаром штаба Гилянской Красной армии и членом Центрального комитета Компартии Персии. После переворота Блюмкин участвовал в создании на базе социал-демократической партии «Адалят» Иранской коммунистической партии. Он представлял Персию на Первом съезде угнетённых народов Востока, созванном большевиками в Баку в начале сентября 1920 года..
В Персии Блюмкин, в частности, знакомится с Яковом Серебрянским, содействует устройству его сотрудником Особого отдела Иранской Красной Армии.
Примерно в октябре 1920 года покинул Персию из-за провала своей миссии.

### Возвращение в Москву
После возвращения из Персии в 1920—1921 — на специальных курсах при Военной академии РККА, после которых вновь переведён в органы ГПУ. Жил в Денежном переулке, на квартире Наркомпроса Луначарского.
Вернувшись в Москву, по личной рекомендации Дзержинского в 1920 году вступил в РКП(б). Направлен Троцким на учёбу в Академию Генерального штаба РККА на восточное отделение, где готовили работников посольств и агентуру разведки. В Академии Блюмкин к знанию иврита добавил знание турецкого, арабского, китайского и монгольского языков, обширные военные, экономические и политические знания.
В 1920—1921 годах Блюмкин был начальником штаба 79-й бригады, а позже — комбригом, планировал и осуществлял карательные акции против восставших крестьян Нижнего Поволжья при подавлении Еланского восстания. Осенью 1920 года Блюмкин командует 61-й бригадой, направленной на борьбу против войск барона Унгерна.
Осенью 1921 года Блюмкин занимается расследованием хищений в Гохране. В октябре 1921 года он под псевдонимом Исаев (взят им по имени деда) едет в Ревель (Таллин) под видом ювелира и, выступая в качестве провокатора, выявляет заграничные связи работников Гохрана. Есть версия, что именно этот эпизод в деятельности Блюмкина был положен Юлианом Семёновым в основу сюжета книги «Бриллианты для диктатуры пролетариата».
Однако данная версия (непонятно кем и когда запущенная) не выдерживает критики при сопоставлении с фактами, зафиксированными в документах (в частности, хранящихся в РГВА). Будучи курсантом Академии Генштаба РККА, Блюмкин летом 1921 года (а не 1920-го) на короткое время возглавил штаб 79-й стрелковой бригады, входившей в 27-ю Омскую дивизию — несмотря на название, она базировалась в Саратове и отвечала за «ликвидацию бандитизма» в Поволжье. В конце августа 1921 года Блюмкина назначают начальником штаба 61-й бригады 21-й Пермской дивизии, также занимающейся «ликвидацией бандитизма» в Южной Сибири (штаб бригады располагался в Барнауле). В октябре он вернулся в Москву и продолжил обучение в Академии. К заграничным операциям ОГПУ он был впервые привлечён в апреле 1923 года (детали его первого задания неизвестны, кроме крайне лаконичной характеристики — «выполнение высокоответственного боевого предприятия»). Кроме того, Блюмкин не мог взять псевдоним по имени деда, так как предки со стороны отца и матери носили совсем другие имена (правда, Исаем звали одного из его родных братьев).
В 1922 году после окончания Академии Блюмкин становится официальным адъютантом наркома по военным и морским делам Л. Д. Троцкого. Выполнял особо важные поручения и тесно сошёлся с наркомом. Блюмкин редактировал первый том программной книги Троцкого «Как вооружалась революция» (издание 1923 года). Троцкий писал о Блюмкине «Революция предпочитает молодых любовников». В 1922 году в Харькове состоялся судебный процесс над организаторами покушения на Блюмкина (группой левых эсеров во главе с С. Н. Пашутинским) за его переход к большевикам.
Осенью 1923 года по предложению Дзержинского Блюмкин становится сотрудником Иностранного отдела (ИНО) ОГПУ. В ноябре того же года решением руководства ИНО Блюмкин назначается резидентом нелегальной разведки в Палестине. Он предлагает Якову Серебрянскому поехать вместе с ним в качестве заместителя. В декабре 1923 года они выезжают в Яффо, получив задание В. Менжинского собирать информацию о планах Англии и Франции на Ближнем Востоке. В июне 1924 года Блюмкин был отозван в Москву, и резидентом остался Серебрянский.
Одновременно Блюмкина вводят для конспиративной работы в Коминтерн.
В 1924 году работал в Закавказье политическим представителем ОГПУ и членом коллегии Закавказского ЧК. Одновременно он являлся помощником командующего войсками ОГПУ в Закавказье и уполномоченным Наркомвнешторга по борьбе с контрабандой. Блюмкин участвовал в подавлении антисоветского восстания в Грузии, а также командовал штурмом города Баграм-Тепе, захваченного персидскими войсками. Участвовал в пограничных комиссиях по урегулированию спорных вопросов между СССР, Турцией и Персией.

### Резидент
В 1926 году Блюмкин направлен представителем ОГПУ и Главным инструктором по государственной безопасности Монгольской республики. Ему, в частности, приписывают убийство П. Е. Щетинкина — инструктора Государственной военной охраны МНР, секретаря партячейки. Выполнял спецзадания в Китае (в частности, в 1926—1927 годах был военным советником генерала Фэн Юйсяна), Тибете и Индии. В 1927 году отозван в Москву в связи с трениями с монгольским руководством.
В 1928 году Блюмкин становится резидентом ОГПУ в Константинополе, откуда курирует весь Ближний Восток. По заданию ЦК ВКП(б) занимался организацией в Палестине резидентской сети. Работает то под видом набожного владельца прачечной в Яффо Гурфинкеля, то под видом азербайджанского еврея-купца Якуба Султанова. Блюмкин завербовал венского антиквара Якоба Эрлиха, и с его помощью обустроил резидентуру, законспирированную под букинистический магазин.
Помимо этого, Блюмкин наладил через каналы ЧК вывоз еврейских манускриптов и антиквариата из СССР. ОГПУ проделало огромную работу в западных районах СССР по сбору и изъятию старинных свитков Торы, а также 330 сочинений средневековой еврейской литературы. Чтобы подготовить Блюмкину материал для успешной торговли, в еврейские местечки Проскуров, Бердичев, Меджибож, Брацлав, Тульчин направлялись экспедиции ОГПУ с целью изъятия старинных еврейских книг. Блюмкин сам выезжал в Одессу, Ростов-на-Дону и украинские местечки, где обследовал библиотеки синагог и еврейских молитвенных домов. Книги изымались даже из государственных библиотек и музеев.
В Палестине Блюмкин познакомился с Леопольдом Треппером, будущим руководителем антифашистской организации и советской разведывательной сети в нацистской Германии, известной как «Красная капелла». Был депортирован английскими мандатными властями.

### Возвращение в Москву
В 1929 году по заданию Сталина безуспешно пытался совершить покушение на бывшего сталинского секретаря Б. Г. Бажанова, бежавшего за границу. Летом 1929 года Блюмкин приезжает в Москву, чтобы отчитаться о ближневосточной работе. Его доклад членам ЦК партии о положении на Ближнем Востоке одобрен членами ЦК и руководителем ОГПУ В. Менжинским, который в знак расположения даже приглашает Блюмкина на домашний обед. Блюмкин с успехом проходит очередную партийную чистку благодаря отличной характеристике начальника иностранного отдела ОГПУ М. Трилиссера. Партийный комитет ОГПУ характеризовал Блюмкина как «проверенного товарища».
Блюмкиным была тайно налажена связь с высланным из СССР Троцким. В 1929 году состоялась их беседа. В беседе с Троцким Блюмкин высказал свои сомнения в правильности сталинской политики и спросил совета: оставаться ли в ОГПУ или уйти в подполье. Троцкий убеждал Блюмкина, что, работая в ОГПУ, он больше пригодится оппозиции. В то же время Троцкий высказал сомнение, как мог троцкист, о взглядах которого было известно, удержаться в органах ОГПУ. Блюмкин ответил, что начальство считает его незаменимым специалистом в области диверсий. Вполне вероятно, что Блюмкин налаживал связи с Троцким по заданию ОГПУ.

### Арест и казнь
Блюмкин был арестован после того, как следившая за ним в Стамбуле Елизавета Зарубина сообщила ОГПУ о его связях с Троцким. Блюмкин попытался скрыться, но был арестован после автомобильной погони со стрельбой на улицах Москвы. Блюмкина пытали, били на допросах. 20 октября написал собственноручные показания на имя Я. С. Агранова с подробным изложением своих бесед с Троцким и Львом Седовым и с заявлением о разрыве с оппозицией. 3 ноября 1929 года дело Блюмкина было рассмотрено на судебном заседании ОГПУ (судила «тройка» в составе Менжинского, Ягоды и Трилиссера). Блюмкин обвинялся по статьям 58-10 и 58-4 УК РСФСР. Менжинский и Ягода выступили за смертную казнь, Трилиссер был против, но остался в меньшинстве.
По одной из версий Блюмкин во время казни воскликнул «Да здравствует товарищ Троцкий!». По другой запел: «Вставай, проклятьем заклеймённый, весь мир голодных и рабов!». Георгий Агабеков в книге «ЧК за работой» пишет со ссылкой на неназванного сослуживца-чекиста, что «[Блюмкин] ушёл из жизни спокойно, как мужчина. Отбросив повязку с глаз, он сам скомандовал красноармейцам: „По революции, пли!“» В качестве точной даты расстрела Блюмкина приводятся 3 и 8 ноября, а также 12 декабря 1929 года.
Троцкий в 1936 г. писал, что: «Расстрел Сталиным Блюмкина произвёл в своё время гнетущее впечатление на многих коммунистов, как в СССР, так и в других странах».

## Блюмкин ибогема
В 1920-е годы Блюмкин тесно сошёлся с рядом московских поэтов и литераторов. Дружил с Есениным, познакомился с Маяковским, Шершеневичем и Мариенгофом. Блюмкин был одним из учредителей полуанархической поэтической «Ассоциации вольнодумцев», завсегдатаем круга имажинистов.
Николай Гумилёв писал о Блюмкине в стихотворении «Мои читатели»:
 Человек, среди толпы народа
Застреливший императорского посла,

Подошёл пожать мне руку,
Поблагодарить за мои стихи
В ряде воспоминаний об Осипе Мандельштаме сообщается, что поэт вырвал у Блюмкина пачку ордеров на расстрелы, которые тот, похваляясь своим всемогуществом, подписывал в пьяном виде на глазах у компании собутыльников, и разорвал их. По воспоминаниям жены Мандельштама:
Ссора О. М. с Блюмкиным произошла за несколько дней до убийства Мирбаха. […]
Блюмкин, по словам О. М., расхвастался: жизнь и смерть в его руках, и он собирается расстрелять «интеллигентишку», который арестован «новым учреждением». Глумление над «хилыми интеллигентами» и беспардонное отношение к расстрелам было, так сказать, модным явлением в те годы, а Блюмкин не только следовал моде, но и являлся одним из её зачинателей и пропагандистом. Речь шла о каком-то искусствоведе, венгерском или польском графе, человеке, О. М. незнакомом. Рассказывая мне в Киеве эту историю, О. М. не помнил ни фамилии, ни национальности человека, за которого вступился. Точно так он не удосужился запомнить фамилии пяти стариков, которых спас от расстрела в 28 году. Сейчас личность графа легко восстановить по опубликованным материалам Чека: Дзержинский в рапорте по поводу убийства Мирбаха вспомнил, что он уже что-то слышал о Блюмкине…

Хвастовство Блюмкина, что он возьмёт да пустит в расход интеллигентишку искусствоведа, довело другого хилого интеллигента, Мандельштама, до бешенства, и он сказал, что не допустит расправы. Блюмкин заявил, что не потерпит вмешательства О. М. в «свои дела» и пристрелит его, если тот только посмеет «сунуться»… При этой первой стычке Блюмкин, кажется, уже угрожал О. М. револьвером.
Н. Я. Мандельштам вспоминала:
Дзержинский заинтересовался и самим Блюмкиным и стал о нём расспрашивать Ларису. Она ничего толком о Блюмкине не знала, но О. М. потом жаловался мне на её болтливость и бестактность. Этим она славилась… Во всяком случае, болтовня Ларисы Блюмкину не повредила и не привлекла к нему никакого внимания, а жалоба О. М. на террористические замашки этого человека в отношении заключённых осталась, как и следовало ожидать, гласом вопиющего в пустыне. Если бы тогда Блюмкиным заинтересовались, знаменитое убийство германского посла могло бы сорваться, но этого не случилось: Блюмкин осуществил свои планы без малейшей помехи.
По воспоминаниям Владислава Ходасевича, поэт Сергей Есенин как-то привёл в круг богемы Блюмкина и стремясь поразить понравившуюся ему девушку, предложил: «А хотите поглядеть, как расстреливают в ЧК? Я это вам через Блюмкина в одну минуту устрою». В 1920 году, когда Есенин и братья Кусиковы арестовывались ЧК, Блюмкин оказал помощь поэту, обратившись с ходатайством отпустить его на поруки. За год до гибели поэта, находясь в Закавказье, Блюмкин, приревновав свою жену к Есенину, стал угрожать поэту пистолетом. Существует исторический анекдот о том, как Есенин спас жизнь Игорю Ильинскому, которого едва не застрелил Блюмкин, разгневанный тем, как артист украдкой вытер свои запачканные ботинки о край портьеры в ресторане — пока поэт отвлекал революционера и отбирал пистолет, Ильинский успел убежать и спрятаться.
Ряд сторонников появившейся в 1970—1980-е годы версии об убийстве С. А. Есенина связывает со смертью поэта и Блюмкина; некоторые из них приписывают ему подделку предсмертных стихов Есенина («До свиданья, друг мой, до свиданья…»), что опровергнуто экспертизой автографа.

## Оценка личности Блюмкина
В 1920-е годы Блюмкин был одним из самых известных людей Советской России. Большая советская энциклопедия в своём первом издании (главный редактор О. Ю. Шмидт) уделила ему более тридцати строк, однако в последующих изданиях БСЭ информация о Блюмкине отсутствует. Валентин Катаев в повести «Уже написан Вертер» наделил своего героя, Наума Бесстрашного, его чертами и портретным сходством.
В современных текстах отношение к Блюмкину отрицательное. При его характеристике историками зачастую используется термин «террорист».

## Семья
В 1919—1925 годах был женат на Татьяне Исааковне Файнерман (1897, Вознесенск — после 1954), дочери толстовца, журналиста, драматурга и сценариста Исаака Борисовича Файнермана и бывшей участницы братства Анны Львовны Любарской.

## Киновоплощения
- Шестое июля (1968) — Вячеслав Шалевич
- Есенин (2005) — Гоша Куценко
- «Долоон бурхан харвадаггүй» / «Семь богов не стреляют» (Монголия, 2012) — В. В. Баталов.